# Rob Toft
Robert Peter ("Rob") Toft (Batavia, 23 november 1949) is een voormalig Nederlands hockeyer en speelde 4 interlands voor de Nederlandse hockeyploeg. Toft was reservedoelman bij de Olympische Zomerspelen 1976. De doelman verdedigde daarnaast de clubkleuren van HC Kampong.
Jan Albers · 
André Bolhuis · 
Theodoor Doyer · 
Geert van Eijk · 
Imbert Jebbink · 
Hans Jorritsma · 
Wouter Kan · 
Coen Kranenberg · 
Hans Kruize · 
Wouter Leefers · 
Paul Litjens · 
Maarten Sikking · 
Ron Steens · 
Tim Steens · 
Bart Taminiau · 
Rob Toft ·
Coach: Wim van Heumen